# Панасовка (Скалатская городская община)
Панасовка (укр. Панасівка) — село в Скалатской городской общине Тернопольского района Тернопольской области Украины.
До 2020 года входило в Подволочисский район.
Население по переписи 2001 года составляло 395 человек. Почтовый индекс — 47844. Телефонный код — 3543.